# S.C. Trestina A.S.D.
Câu lạc bộ thể thao Trestina Associazione Sportiva Dilettantistica hay đơn giản là Trestina là một câu lạc bộ bóng đá Ý, có trụ sở tại Trestina, một frazione của Città di Castell Umbria.

## Lịch sử
Câu lạc bộ được thành lập vào năm 1950.

### Serie D
Trong mùa 2010-11, lần đầu tiên nó được thăng hạng, từ Eccellenza Umbria đến Serie D.

## Màu sắc và huy hiệu
Màu của câu lạc bộ là trắng và đen.